# Neocunaxoides biswasi
Neocunaxoides biswasi är en spindeldjursart som först beskrevs av Gupta och Chattopadhyay 1978.  Neocunaxoides biswasi ingår i släktet Neocunaxoides och familjen Cunaxidae. Inga underarter finns listade i Catalogue of Life.